# Gustava Zinck
Gustava Sophia Agneta Zinck (* 6. September 1821 in Rostock als Gustava Raddatz; † 25. Oktober 1895 in Friedenau) war eine deutsche Dichterin. Sie veröffentlichte hauptsächlich unter ihrem Pseudonym Auguste Zinck.

## Leben
Gustava Raddatz wurde als Tochter des Rostocker Kaufmanns Johann Carl Christoph Raddatz geboren. Am 26. Juli 1841 heiratete sie in Rostock den Hamburger Kaufmann August (Ludewig Christoph Heinrich) Zinck. Das Ehepaar lebte bis 1850 in Hamburg und zog dann nach Rostock. 1856 erfolgte ein Umzug nach Westpreußen und 1869 siedelte die Familie nach Dresden um. Von 1876 bis 1884 lebte Zinck abwechselnd in Wien und Berlin. Ihr Mann verstarb 1884. Anschließend wohnte Zinck bis zu ihrem eigenen Tode 1895 überwiegend bei einer Tochter, der Übersetzerin Marie von Borch (1853–1895), in Friedenau.
Bekannt wurde Gustava Zinck dadurch, dass ihre Werke, sowohl Gedichte wie auch mehrere Lustspiele, in Plattdeutsch veröffentlicht wurden. Der Komponist Friedrich Wilhelm Kücken vertonte mehrere Stücke von ihr und machte sie damit schon zu ihren Lebzeiten einem breiteren Publikum bekannt.

## Werke
- Gedichte. Leipzig: 1869
- Jede Pott findt sien'n Deckel. De Schoolinspecktschon. Leipzig: Reclam, 1886, 48 S.